# Domenico Maria Corsi
Pour les articles homonymes, voir Corsi.
Domenico Maria Corsi (né en 1633 ou 1637 à Florence, alors capitale du grand-duché de Toscane, et mort le 6 novembre 1697 à Rimini) est un cardinal italien du XVIIe siècle.

## Biographie
Orazio Mattei exerce diverses fonctions au sein de la Curie romaine, notamment comme vice-légat à Urbino, gouverneur de la ville de Fermo, comme clerc de la Chambre apostolique et président delle Armi. Il est gouverneur du conclave à la mort de Clément X et auditeur de la Chambre apostolique. 
Le pape Innocent XI le crée cardinal lors du consistoire du 2 septembre 1686. Il est nommé légat apostolique à Romandiola, puis évêque de Rimini en 1687.
Le cardinal Corsi participe au conclave de 1689, lors duquel Alexandre VIII est élu pape et à celui de 1691 (élection d'Innocent XII). Peu de temps avant sa mort, il devient camerlingue du Sacré Collège en 1697.

### Sources
- Fiche du cardinal Domenico Maria Corsi sur le site fiu.edu